# Pałac Staszica w Warszawie

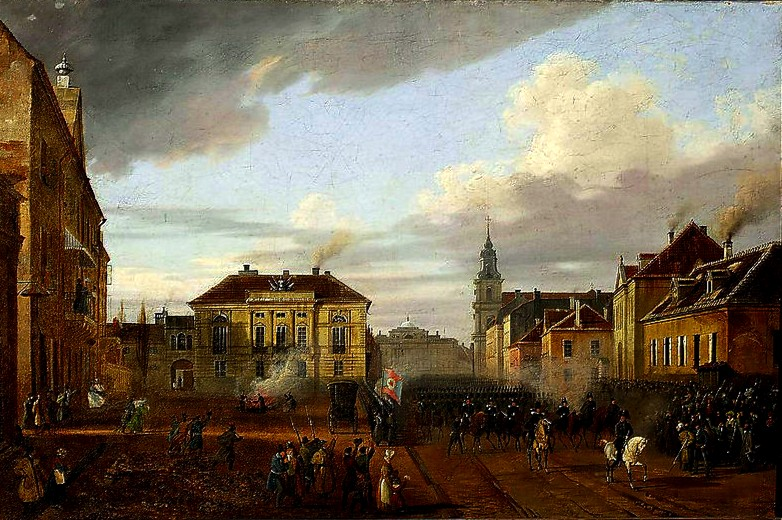
Pałac na obrazie Marcina Zaleskiego, Powrót oddziałów wojska z Wierzbna do Warszawy, 1831

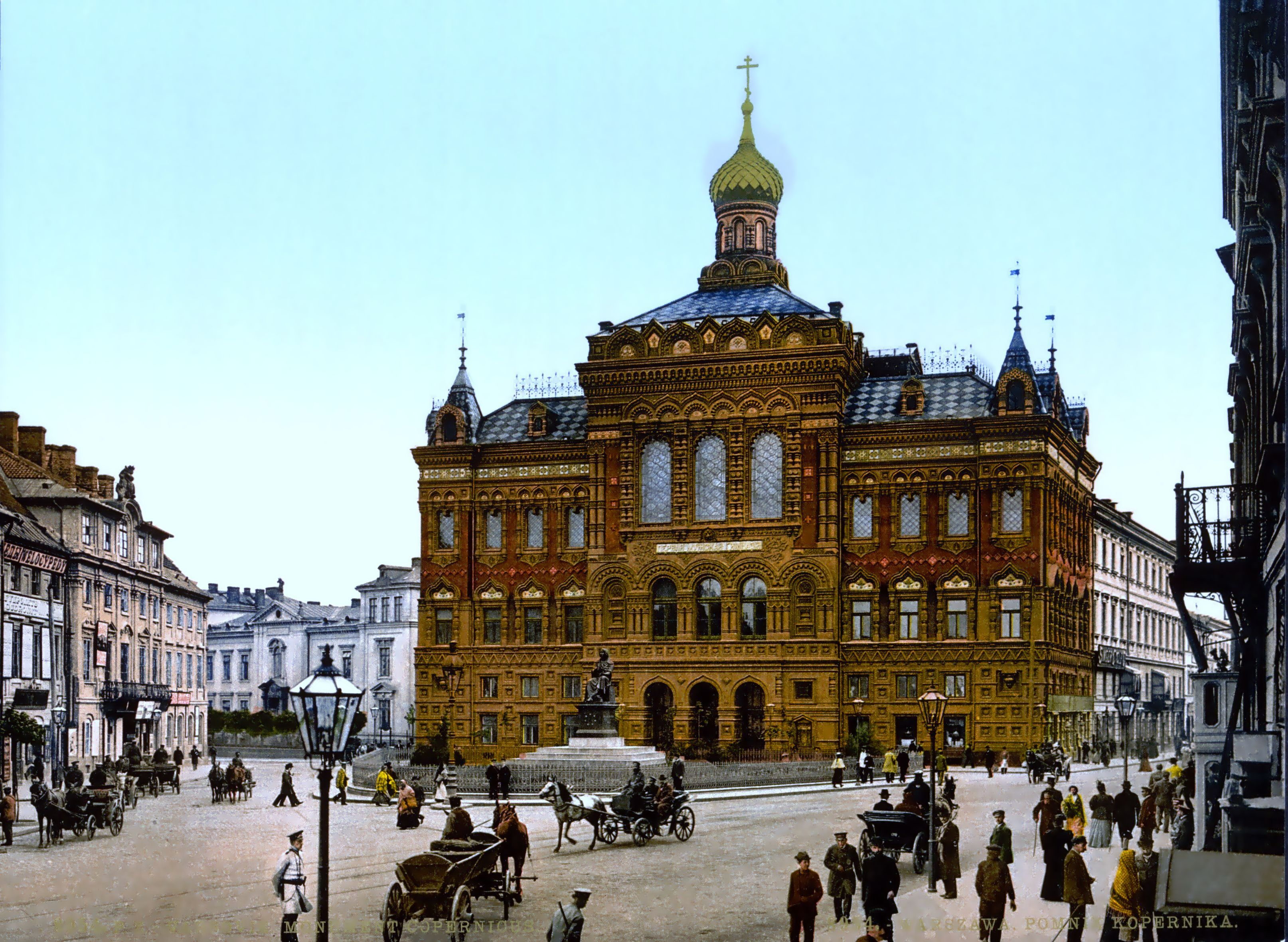
Pałac Staszica po 1893 z fasadą w stylu bizantyjsko-ruskim

Pałac Staszica, właśc. pałac Królewskiego Towarzystwa Przyjaciół Nauk – pałac w Warszawie, znajdujący się u zbiegu ulic Krakowskie Przedmieście i Nowy Świat w dzielnicy Śródmieście.
Klasycystyczny budynek został wzniesiony w latach 1820–1823 z inicjatywy Stanisława Staszica według projektu Antonia Corazziego dla Królewskiego Towarzystwa Przyjaciół Nauk. Został przebudowany w latach 1892–1893, rewaloryzowany w latach 1924–1926 według projektu Mariana Lalewicza, zniszczony w 1944, odbudowany w latach 1947–1950 według projektu Piotra Biegańskiego. Siedziba m.in. Polskiej Akademii Nauk i Towarzystwa Naukowego Warszawskiego.

## Historia
Pałac został zbudowany w latach 1820–1823 w stylu klasycystycznym według projektu Antonia Corazziego dla Królewskiego Towarzystwa Przyjaciół Nauk. Powstał w miejscu zburzonego do marca 1819 kościoła dominikanów obserwantów.
11 maja 1830 ówczesny prezes Towarzystwa Julian Ursyn Niemcewicz odsłonił przed wejściem do pałacu pomnik Mikołaja Kopernika dłuta Bertela Thorvaldsena.
Po rozwiązaniu Towarzystwa, na skutek powstania listopadowego, w gmachu mieściła się do 1862 Dyrekcja Loterii. W latach 1857–1862 działała Akademia Medyko-Chirurgiczna. Później w murach pałacu znalazło się I Gimnazjum Męskie wraz z internatem. Było ono przeznaczone dla osób wyznania prawosławnego.
W 1890 zdecydowano umieścić w pałacu także cerkiew św. Tatiany Rzymianki. Budynek został przebudowany w latach 1892–1895 przez architekta rosyjskiego Władimira Pokrowskiego w stylu bizantyjsko-rosyjskim, w nawiązaniu do rzekomej „rosyjskiej przeszłości” tego miejsca – Kaplicy Moskiewskiej. Elewację pokryto majolikową cegłą, z której wykonano szereg starannie rzeźbionych elementów. Na budynku umieszczono pozłacaną cebulastą kopułę, a w czterech rogach dachu – wieżyczki zakończone szpiczastymi hełmami. 22 sierpnia 1897 przebudowany gmach odwiedził car Mikołaj II z żoną Aleksandrą. W październiku tego samego roku przystąpiono do budowy dzwonnicy, na której zawieszono 10 dzwonów.
Po zajęciu w 1915 Warszawy przez wojska niemieckie, w pałacu umieszczono Deutsches Soldatenheim, klub dla żołnierzy i oficerów niemieckich.
W latach 1924–1926 na podstawie projektu Mariana Lalewicza budowli przywrócono klasycystyczny wygląd.
W 1918 pałac stał się siedzibą Towarzystwa Naukowego Warszawskiego, a w 1919 tymczasową siedzibą Państwowego Instytutu Geologicznego. W okresie międzywojennym pałac był także siedzibą:
- Kasy im. Józefa Mianowskiego,
- Państwowego Instytutu Meteorologicznego,
- Instytutu Francuskiego,
- Instytutu Duńskiego,
- Instytutu Węgierskiego,
- Muzeum Archeologicznego,
- Polsko-Amerykańskiej Izby Handlowej,
- czytelni Polskiego Towarzystwa Miłośników Astronomii w lokalu, mieszczącego się tam wówczas Seminarium Matematycznego Uniwersytetu Warszawskiego[12].

Pałac został uszkodzony w czasie nalotów Luftwaffe we wrześniu 1939. W czasie powstania warszawskiego, 9 sierpnia 1944, budynek został obsadzony przez żołnierzy 2 kompanii VIII zgrupowania wchodzącego w skład zgrupowania „Krybar” i utrzymany przez Polaków do upadku Powiśla.
Po wojnie zniszczenia budynku oszacowano na ok. 60%. Pałac został odbudowany w latach 1946–1950 pod kierunkiem Piotra Biegańskiego. Gmach został rozbudowany w kierunku południowym i uzyskał nową fasadę od strony przedłużonej ul. Świętokrzyskiej. Architekt zmienił również kształt kopuły, a od strony dziedzińca stworzył kopię fasady zaprojektowanej przez Antonia Corazziego kamienicy Mikulskiego, której odbudowy nie przewidywano.
Odbudowany Pałac Staszica został przekazany do dyspozycji Towarzystwa Naukowego Warszawskiego, a później – po jego likwidacji – Polskiej Akademii Nauk. Pałac stanowi siedzibę kilku instytutów I Wydziału Akademii oraz archiwum, a od 1981 również reaktywowanego Towarzystwa Naukowego Warszawskiego.

## Galeria

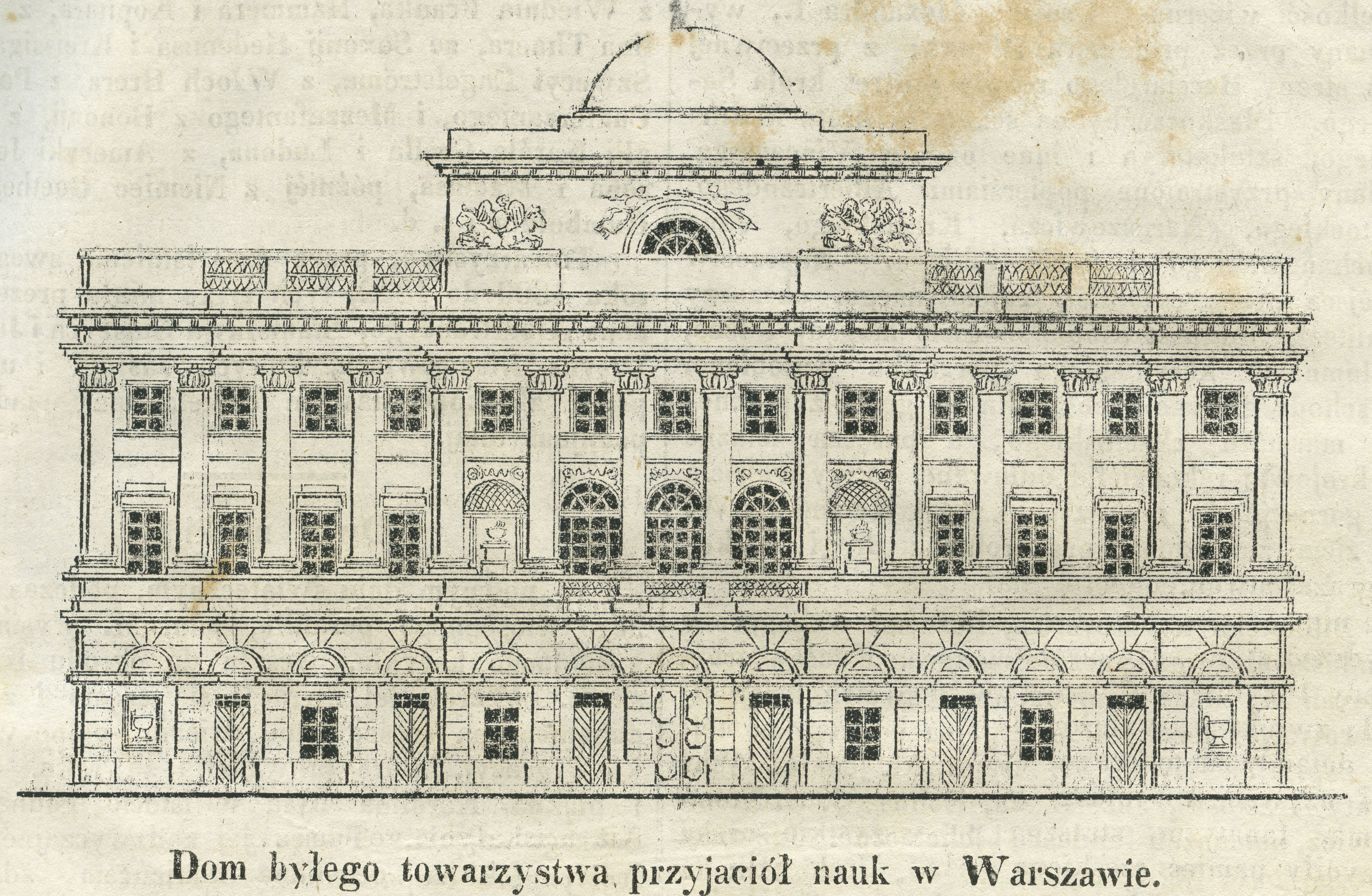
Pałac w 1837
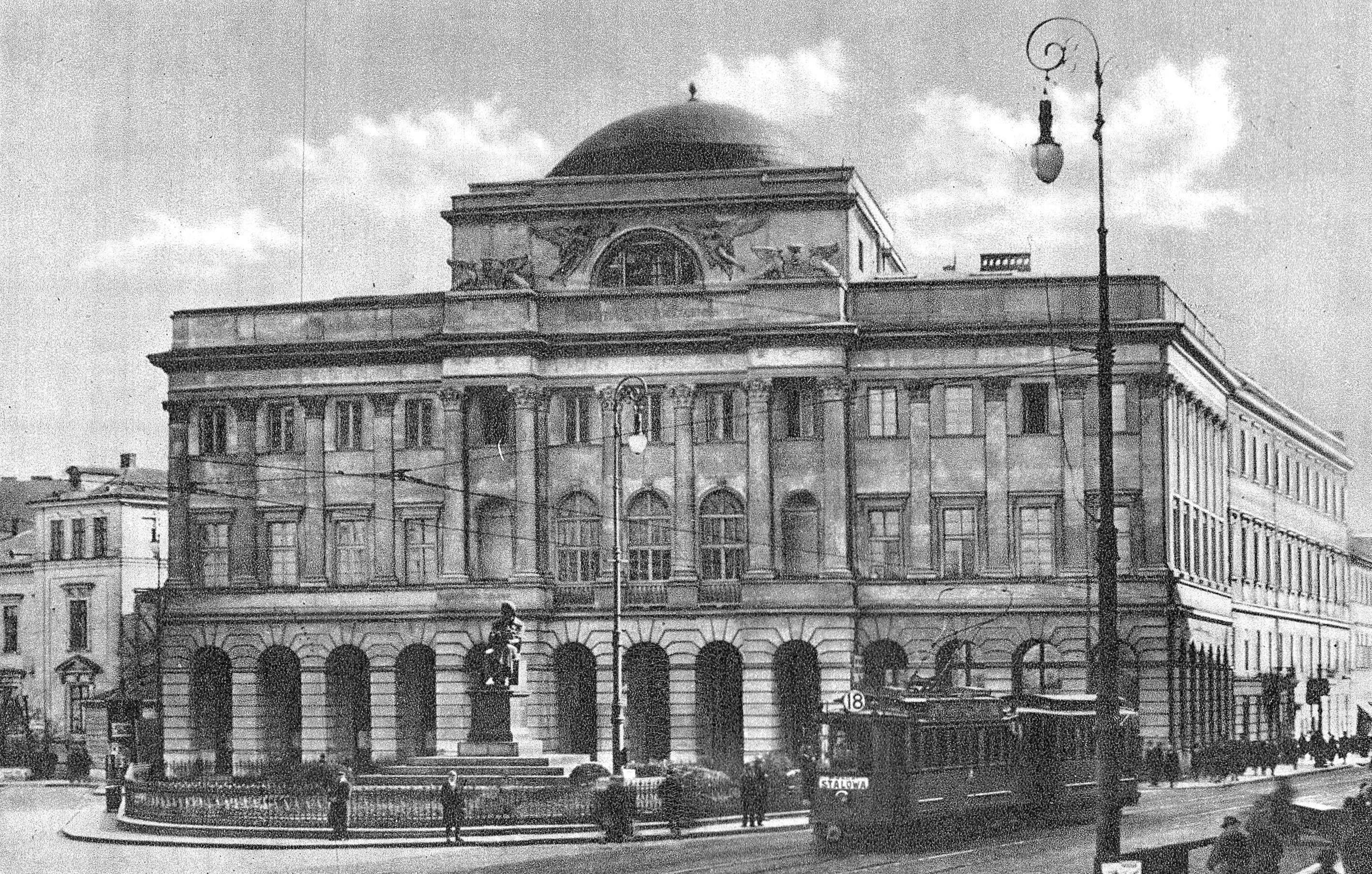
Pałac Staszica przed 1939
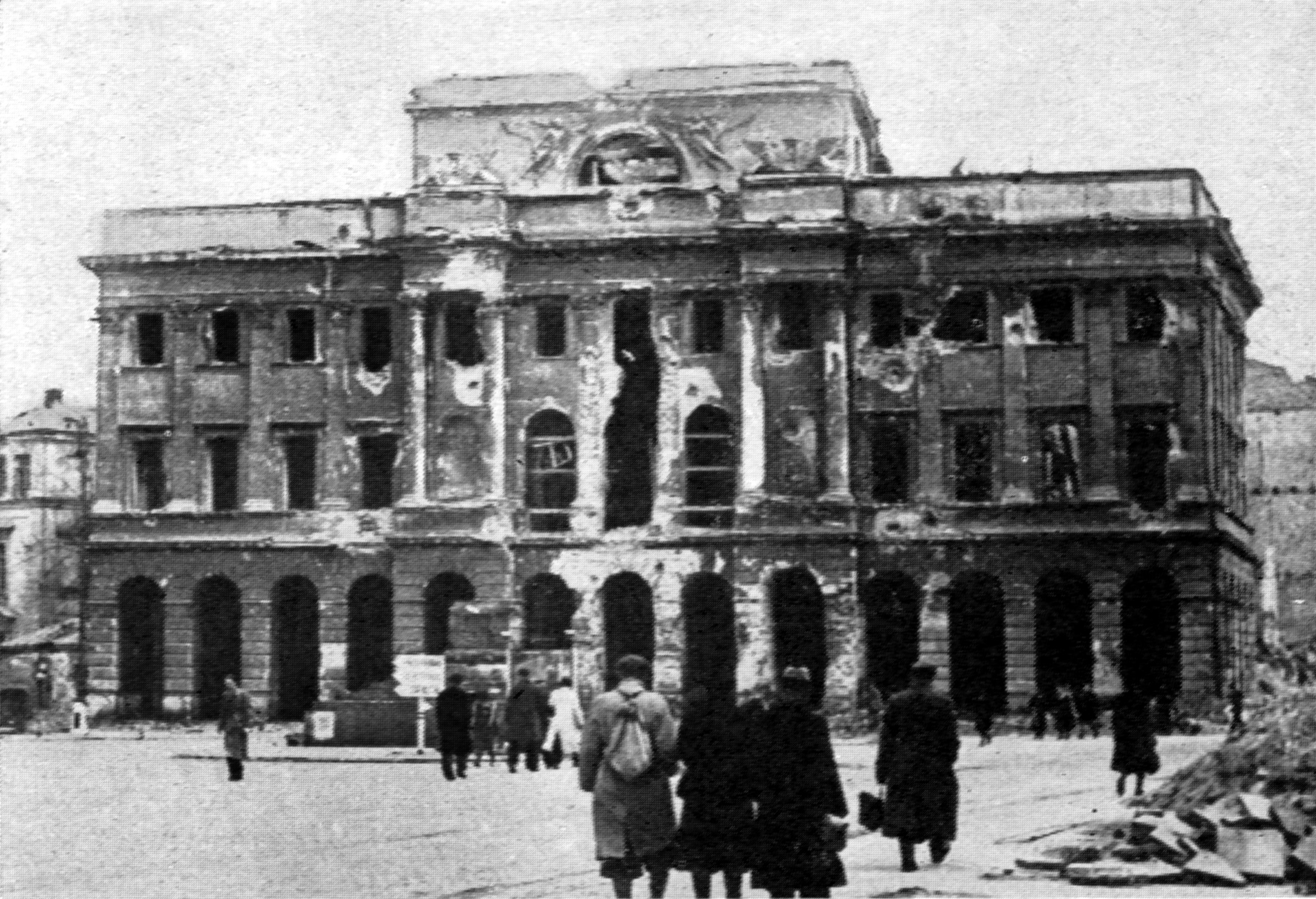
Pałac Staszica w 1945
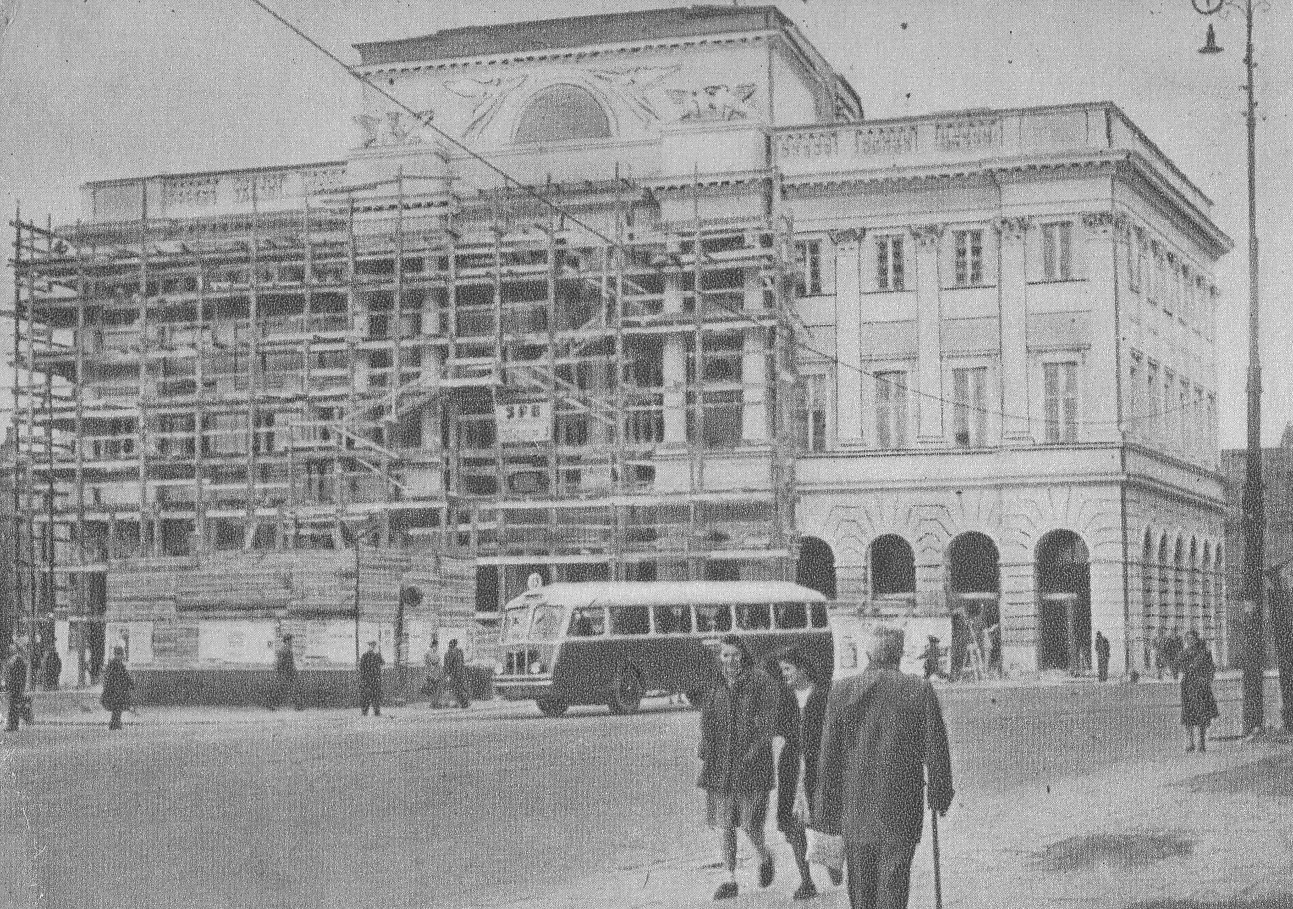
Odbudowa pałacu (1949)
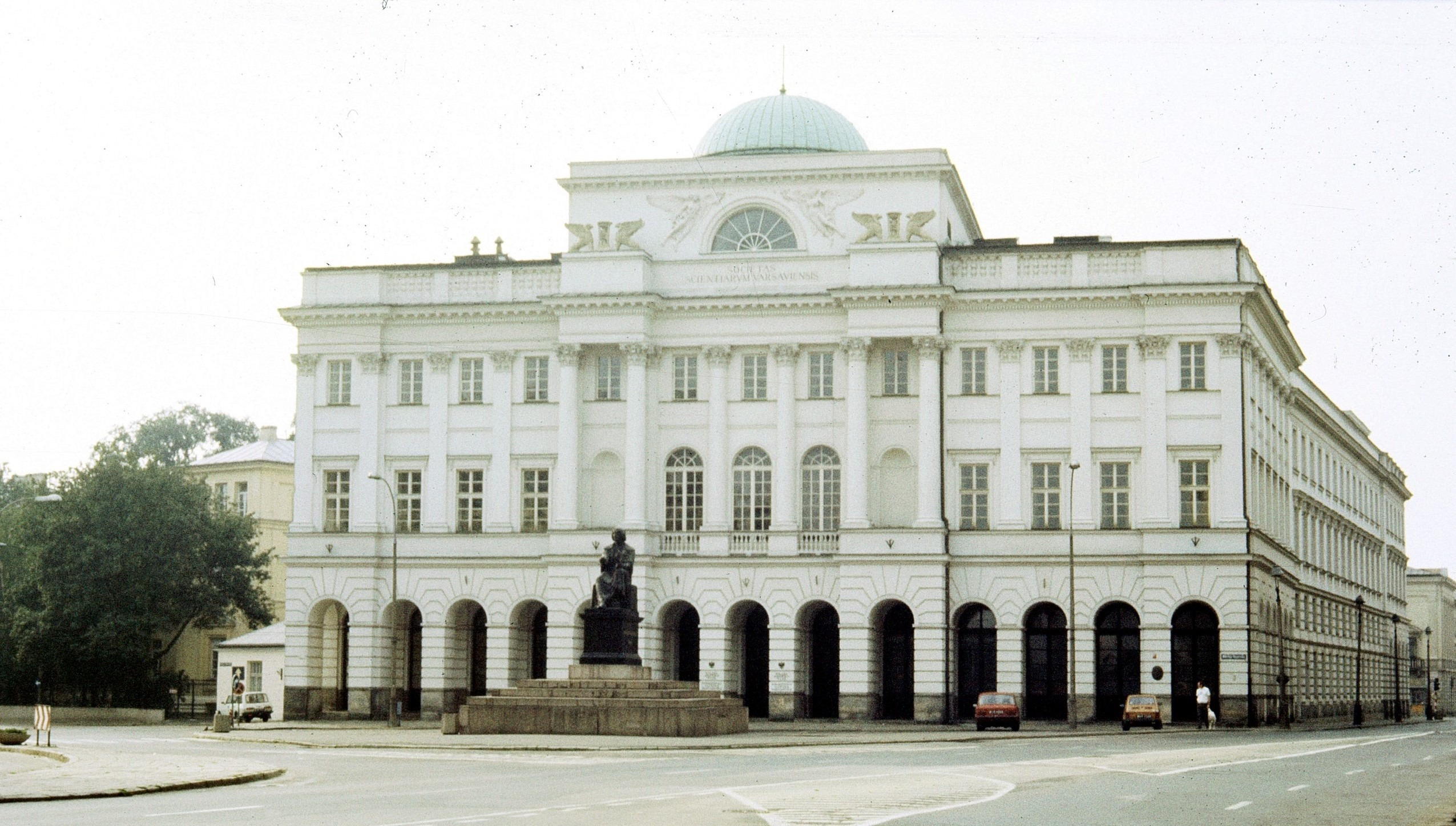
Pałac
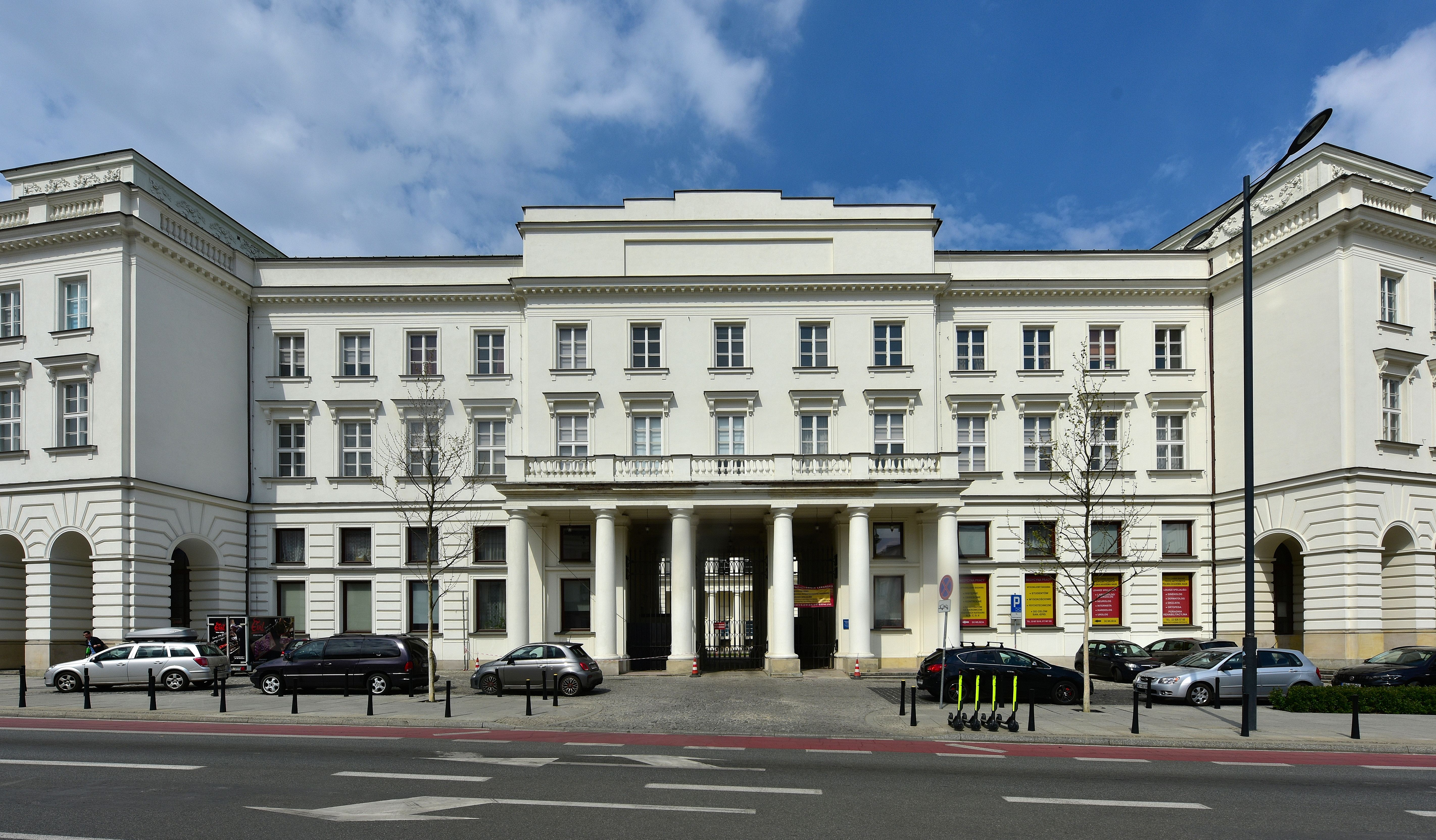
Fasada pałacu od strony ul. Świętokrzyskiej
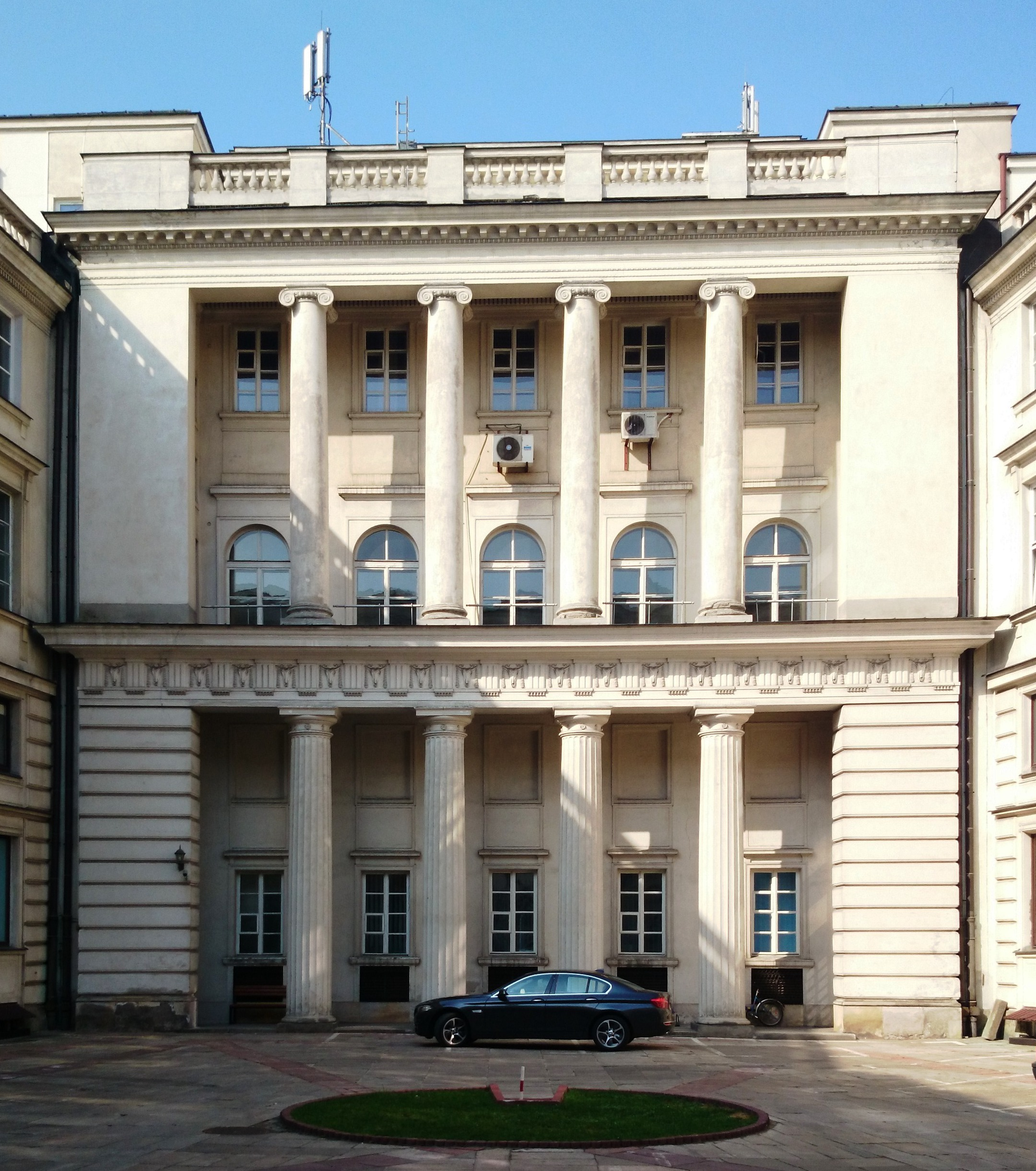
Północna elewacja wewnętrznego dziedzińca pałacu będąca rekonstrukcją fasady kamienicy Mikulskiego przy ul. Bielańskiej